# کانگ کی یونگ
کانگ کی یونگ (کره‌ای: 강기영؛ زادهٔ ۱۴ اکتبر ۱۹۸۳) بازیگر اهل کره جنوبی است. او بیشتر به خاطر نقش‌های مکمل خود در تعدادی از درام‌های کره‌ای مشهور است. از آثاری که در آنها ایفای نقش کرده‌است می‌توان به دابلیو و وکیل وو خارق‌العاده اشاره کرد.

## فیلم‌شناسی

### فیلم سینمایی
کانگ کی یونگ، بازیگر کره جنوبی، در طی ۲۰ سال فعالیت هنری خود در بیش از ۲۰ فیلم سینمایی ایفای نقش کرده‌است. از جمله فیلم‌های مهم او می‌توان به موارد زیر اشاره کرد.
| سال  | عنوان              | نقش               | منبع    |
| ---- | ------------------ | ----------------- | ------- |
| 2017 | بابا،تو و من، دختر | جو جانگ وون       |         |
| 2017 | شهردار             | تکنسین تعمیر تلفن |         |
| 2018 | پازل               | چوی یونگ گو       |         |
| 2018 | در روز عروسی تو    | اوک گون نام       |         |
| 2019 | خروج               | مدیر گو           |         |
| 2019 | عشق دیوانه         | بیونگ چول         |         |
| 2021 | کتاب ماهی          | لی کانگ هوئه      |         |
| 2023 | مردان پیشگام       | قاسم/لی بونگ هان  |         |
| 2023 | فصل ما             | راهنما            | به زودی |
| 2023 | مرد زنده شده       | یونگ ها           | به زودی |
| 2024 | فیکس کننده بزرگ    | دونگ کی جونگ      | به زودی |

### سریال تلوزیونی
| سال  | عنوان               | نقش             | توضیحات | منبع |
| 2018 | منشی کیم چشه ؟      | پارک یو شیک     |         |      |
| ---- | ------------------- | --------------- | ------- | ---- |
| 2022 | وکیل وو شگفت انگیز  | وکیل جونگ       |         |      |
| 2023 | شکارچیان شگفت انگیز | هوانگ پیل گوانگ | فصل دوم |      |
| 2023 | ملکه طلاق           | دونگ گی جون     |         |      |

### شوهای تلویزیونی
| سال       | عنوان              | نقش               | توضیحات   | منبع        |
| --------- | ------------------ | ----------------- | --------- | ----------- |
| 2018-2019 | 8 بازمانده ی دهکده | جزو گروه بازیگران | فصل 1 و 2 | [ ۴ ]       |
| 2020      | بدو                | جزو گروه بازیگران |           | [ ۵ ]       |
| 2021      | پت کیج             | میزبان            |           | [ ۶ ] [ ۷ ] |